# Кубок России по хоккею с мячом среди женских команд 2016
19-й Кубок России по хоккею с мячом среди женских команд 2016 года — прошёл 11 — 17 декабря 2016 года в Обухово Московской области.

## Регламент соревнований
Кубок России был разыгран в ходе двухкругового турнира.

## Результаты
| Место | Команда                      | И | В | Н | П | М     | +/- | Очки |
| ----- | ---------------------------- | - | - | - | - | ----- | --- | ---- |
| 1     | Рекорд                       | 6 | 6 | 0 | 0 | 45—4  | 41  | 18   |
| 2     | Сборная Свердловской области | 6 | 3 | 0 | 3 | 12—20 | —8  | 9    |
| 3     | Сборная Московской области   | 6 | 2 | 0 | 4 | 16—25 | —9  | 6    |
| 4     | Ника (Обухово)               | 6 | 1 | 0 | 5 | 16—40 | —24 | 3    |

## Лучшие игроки по линиям
Вратарь: Полина Балашова (Ника)
Защитник: Виктория Жирякова (сб. Свердловской обл.)
Полузащитник: Галина Михайлова (ДЮСШ Рекорд)
Нападающий: Диана Липанова (сб. Московской обл.)